# Halocarpus
Halocarpus é um género de conífera pertencente à família Podocarpaceae. O género contém 3 espécies endémicas da Nova Zelândia. São árvores ou arbustos, de folha persistente.

## Espécies
- Halocarpus bidwillii
- Halocarpus biformis
- Halocarpus kirkii